# Landgericht Lüneburg

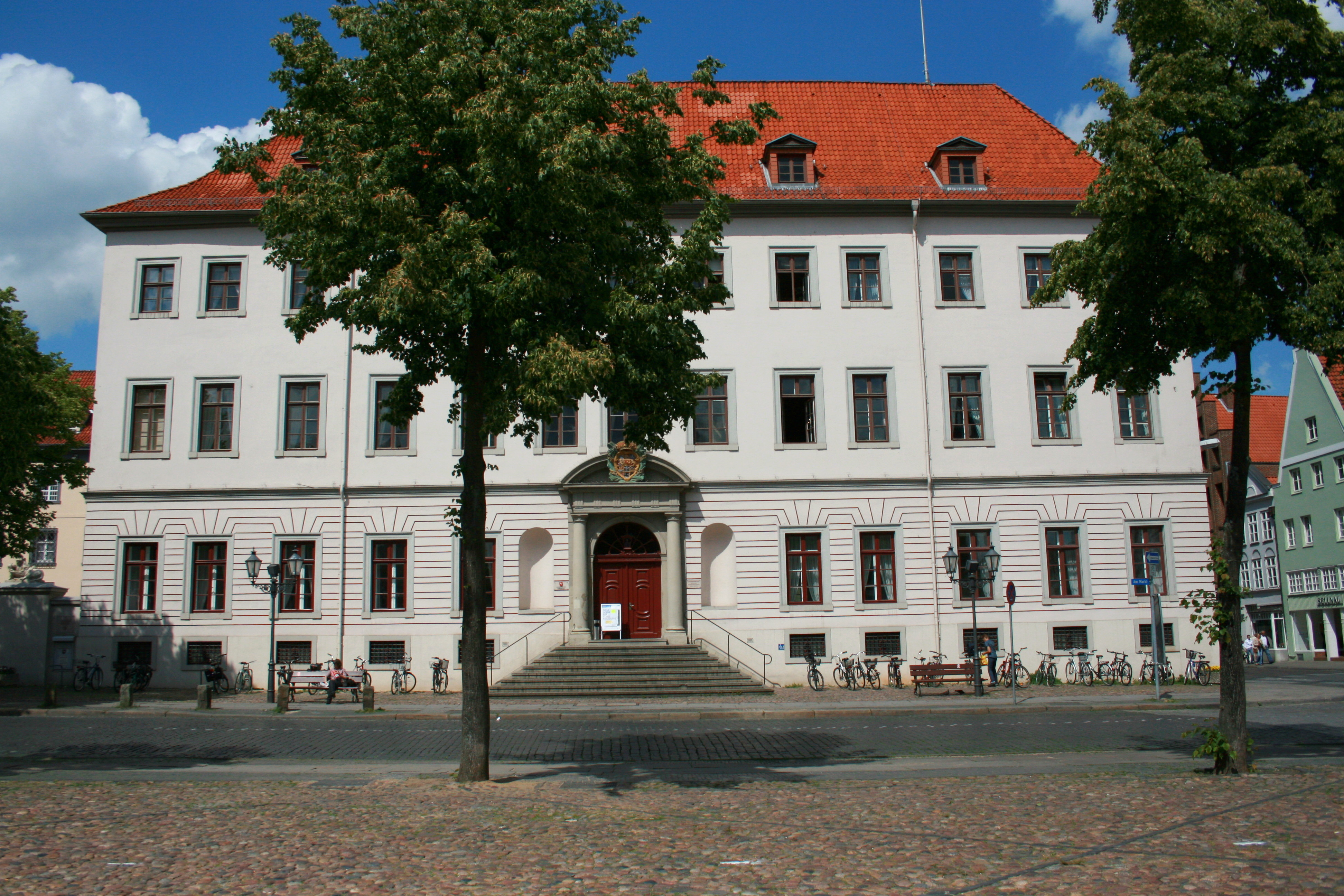
Gerichtsgebäude (2009)

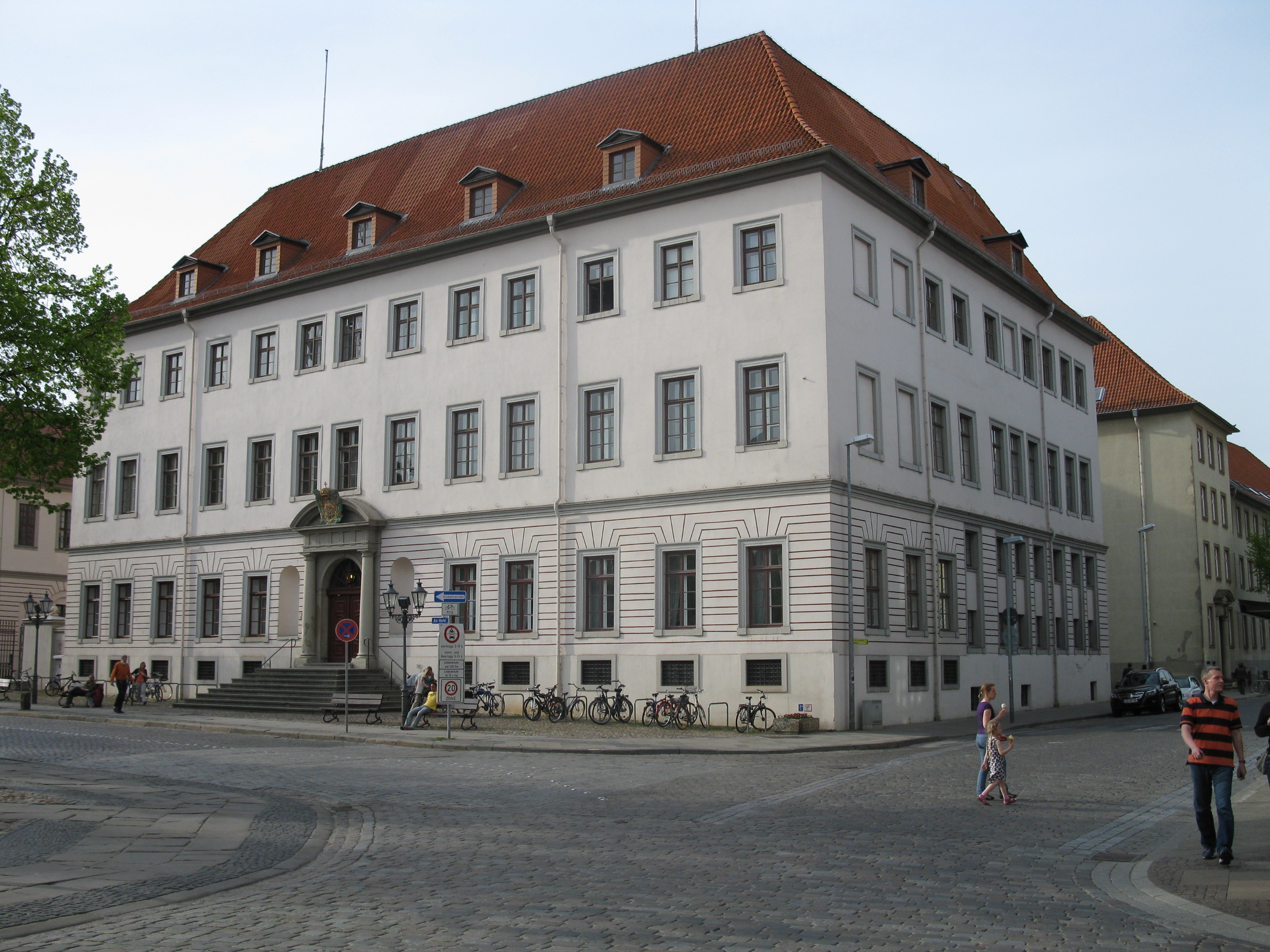
Gerichtsgebäude (2010)

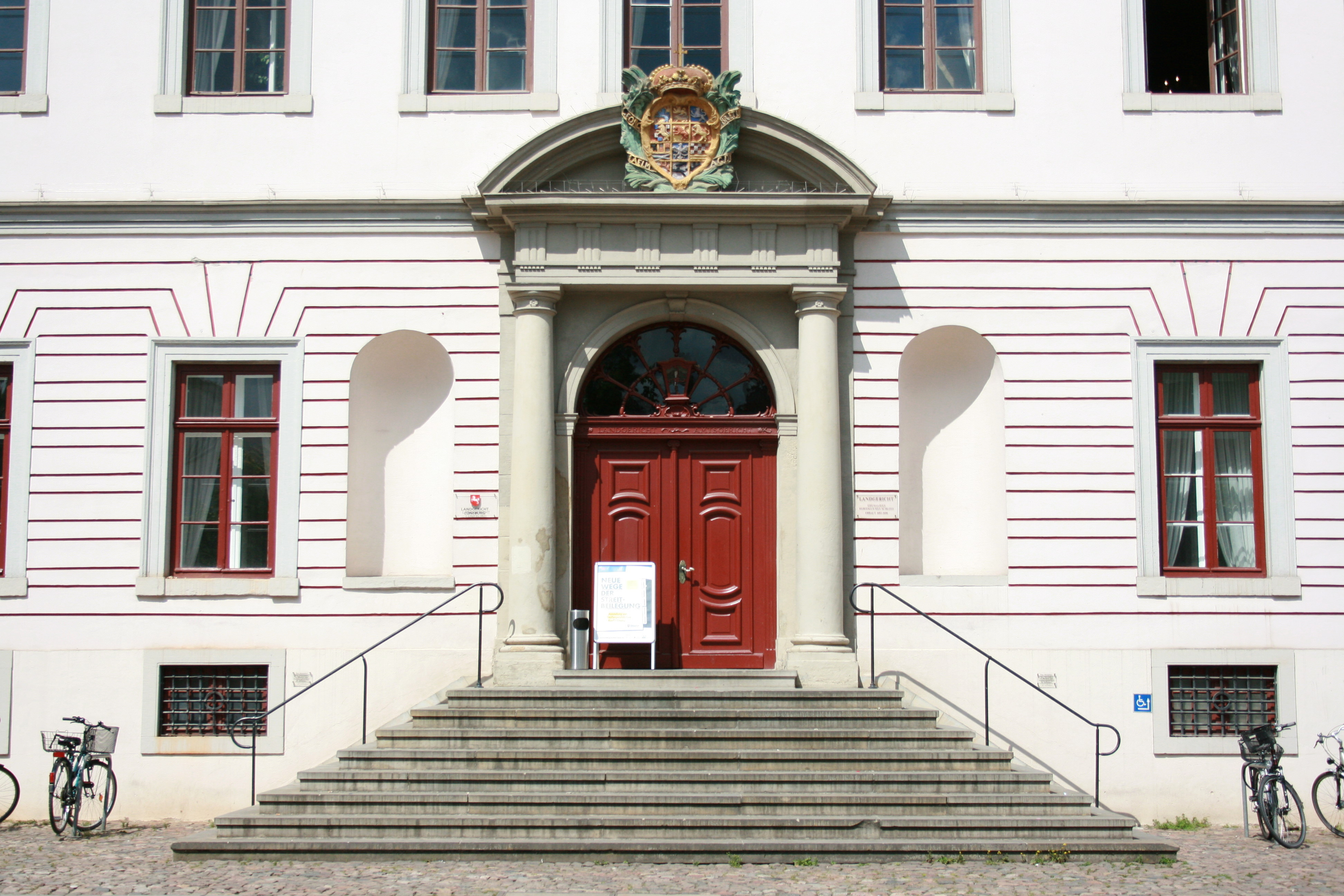
Portal des Gebäudes (2009)

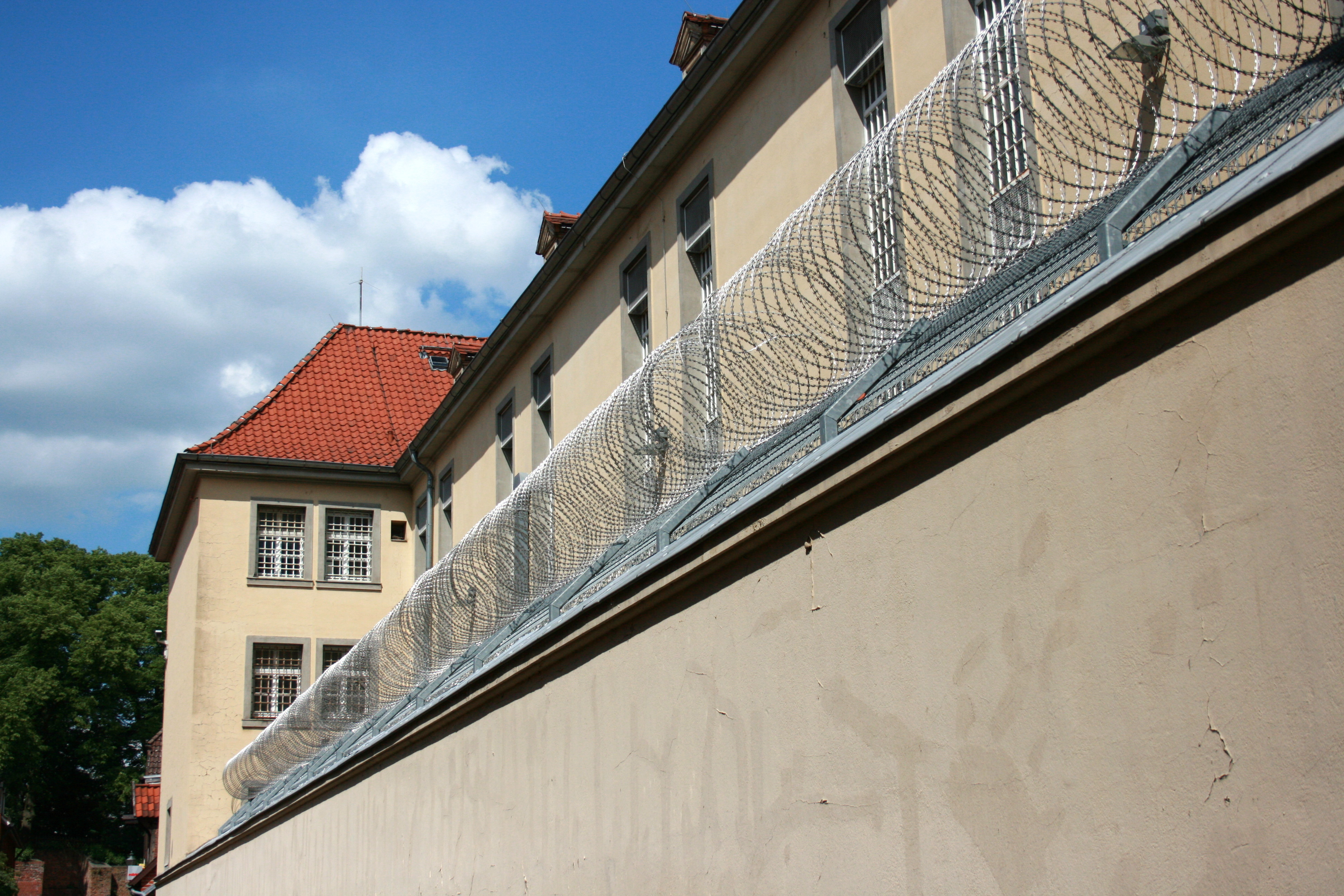
Gefängnisbau an der Burmeisterstraße (2009)

Das Landgericht Lüneburg ist neben den Landgerichten Bückeburg, Hannover, Hildesheim, Stade und Verden eines von sechs Landgerichten im Bezirk des Oberlandesgerichts Celle. Es hat seinen Sitz in Lüneburg.

## Gerichtsgebäude
Das Gericht ist seit 1925 im ehemaligen Lüneburger Schloss untergebracht, einem 1695–1700 entstandenen massigen Barockbau, der sich an der Nordseite des Marktplatzes in Lüneburg befindet. Das Gebäude wurde unter Nutzung von drei mittelalterlichen Vorgängerbauten von dem Architekten Johann Caspar Borchmann für den Celler Herzog Georg Wilhelm errichtet. Die Fassade zum Marktplatz zeigt einen dreigeschossigen symmetrisch angelegten Bau mit erhöhtem Erdgeschoss (über einem Souterrain-Geschoss) und prächtigem zentralen Portal, zu dem eine Treppe hinaufführt.

## Gerichtsbezirk
Der Gerichtsbezirk umfasst die Landkreise Celle, Harburg, Lüchow-Dannenberg, Lüneburg, Heidekreis und Uelzen. Der Gerichtsbezirk hat somit fast 900.000 Gerichtseingesessene.

## Instanzenzug
Dem Landgericht Lüneburg nachgeordnet sind die Amtsgerichte Celle, Dannenberg, Lüneburg, Soltau, Uelzen und Winsen. Übergeordnetes Gericht ist das Oberlandesgericht Celle und als letzte Instanz der Bundesgerichtshof in Karlsruhe.

## Organisation
Präsident des Landgerichts ist Götz Wettich, der auf Ulrich Skwirblies folgte. Das Gericht hat 148 Mitarbeiter, davon 41 Richter. Für das Jahr 2015 wurden 14 Straf- und zwölf Zivilkammern sowie eine Strafvollstreckungskammer gebildet.

## Geschichte
Am 1. Oktober 1852 wurde das neu gegründete Obergericht Lüneburg als eines von zwölf Obergerichten im damaligen Königreich Hannover eröffnet. Im Zuge des neuen Gerichtsverfassungsgesetzes wurde aus dem Obergericht 1879 das Landgericht Lüneburg. Der Bezirk des Landgerichts bestand aus den Kreisen Dannenberg, Lüneburg und Uelzen sowie dem größten Teil der Landkreise Celle und Fallingbostel und einem Teil der Landkreise Gifhorn und Harburg. Im Landgerichtsbezirk wohnten 1888 zusammen 245.212 Personen. Am Gericht waren ein Präsident, zwei Direktoren und sieben Richter beschäftigt. Am Amtsgericht Celle war eine Strafkammer eingerichtet. Dem Landgericht waren zwölf Amtsgerichte zugeordnet. Dies waren die Amtsgerichte Bergen (Dumme), Bleckede, Celle, Dannenberg, Isenhagen, Lüchow, Lüneburg, Medingen, Neuhaus im Lauenburgschen, Soltau, Uelzen und Winsen.